# Деймън Хериман
Деймън Хериман (на английски: Damon Herriman) е австралийски и американски актьор, сценарист, продуцент, режисьор и оператор. Той е роден на 31 март 1970 г. в Аделаида, щата Южна Австралия, Австралия. Започва да се снима в реклами на възраст от 8 години. От 1980 г. той започва кариера в киното, също играе роли в театъра. Баща му е актьор също.

## Избрана филмография
- Къщата на восъка (2005)
- Звеното (2006)
- Забравени досиета (2008)
- От местопрестъплението (2010)
- Джей Едгар (2011)
- В обувките на Сатаната (2011)
- Почти човек (2013)
- Самотният рейнджър (2013)
- Търсачът (2014)
- Имало едно време в Холивуд (2019)
- Ловец на мозъци (2019)
- Зайчето Питър 2: По широкия свят (2021)
- Mortal Kombat: Филмът (2021)

## Награди
„Logie Awards“ (1982), „Flickerfest“ (2004), „AACTA“ (2013), „AACTA“ (2015)